# Paspalj
Paspalj (lat. Paspalum) je veliki biljni rod trajnica iz porodice trava. Sastoji se od 363 vrste rasprostranjenih uglavnom po tropskom Novom svijetu, nešto po tropima Starog svijeta, Krima, Kavkaza i Srednje Azije.
U Hrvatskoj rastu dvije vrste, divlji (P. paspalodes) i prošireni paspalj (P. dilatatum).

## Vrste
1. Paspalum aberrans (Döll) Morrone & Zuloaga
2. Paspalum achlysophilum (Soderstr.) S.Denham
3. Paspalum acuminatum Raddi
4. Paspalum acutifolium León
5. Paspalum acutum Chase
6. Paspalum adoperiens (E.Fourn.) Chase
7. Paspalum affine Steud.
8. Paspalum albidulum Henrard
9. Paspalum almum Chase
10. Paspalum alterniflorum A.Rich.
11. Paspalum altsonii Chase
12. Paspalum ammodes Trin.
13. Paspalum amphicarpum Ekman
14. Paspalum anderssonii Mez
15. Paspalum apiculatum Döll
16. Paspalum approximatum Döll
17. Paspalum arenarium Schrad.
18. Paspalum arsenei Chase
19. Paspalum arundinaceum Poir.
20. Paspalum arundinellum Mez
21. Paspalum aspidiotes Trin.
22. Paspalum atabapense Davidse & Zuloaga
23. Paspalum atratum Swallen
24. Paspalum auricomum (A.G.Burm.) S.Denham
25. Paspalum axillare Swallen
26. Paspalum azuayense Sohns
27. Paspalum bakeri Hack.
28. Paspalum barbinode Hack.
29. Paspalum barclayi Chase
30. Paspalum batianoffii B.K.Simon
31. Paspalum bertonii Hack.
32. Paspalum biaristatum Filg. & Davidse
33. Paspalum bifidifolium Soderstr.
34. Paspalum bifidum (Bertol.) Nash
35. Paspalum blodgettii Chapm.
36. Paspalum bonairense Henrard
37. Paspalum bonplandianum Flüggé
38. Paspalum boscianum Flüggé
39. Paspalum botterii (E.Fourn.) Chase
40. Paspalum brachytrichum Hack.
41. Paspalum breve Chase
42. Paspalum buchtienii Hack.
43. Paspalum buckleyanum Vasey
44. Paspalum burchellii Munro ex Oliv.
45. Paspalum burmanii Filg., Morrone & Zuloaga
46. Paspalum cachimboense Davidse, Morrone & Zuloaga
47. Paspalum caespitosum Flüggé
48. Paspalum campinarum Filg. & Davidse
49. Paspalum campylostachyum (Hack.) S.Denham
50. Paspalum canarae (Steud.) Veldkamp
51. Paspalum candidum (Humb. & Bonpl. ex Flüggé) Kunth
52. Paspalum cangarum C.O.Moura, P.L.Viana & R.C.Oliveira
53. Paspalum capillifolium Nash
54. Paspalum carajasense S.Denham
55. Paspalum cardenasianum H.J.Rodr. & Camacho
56. Paspalum carinatum Humb. & Bonpl. ex Flüggé
57. Paspalum centrale Chase
58. Paspalum ceresia (Kuntze) Chase
59. Paspalum cerradoense R.C.Oliveira & Valls
60. Paspalum chacoense Parodi
61. Paspalum chaffanjonii Maury
62. Paspalum chaseanum Parodi
63. Paspalum chiapense Sánchez-Ken
64. Paspalum chilense Catanzaro & G.H.Rua
65. Paspalum cinerascens (Döll) A.G.Burm. & Bastos
66. Paspalum clandestinum Swallen
67. Paspalum clavuliferum C.Wright
68. Paspalum clipeum G.H.Rua, Valls, Graciano-Ribeiro & R.C.Oliveira
69. Paspalum comasii Catasús
70. Paspalum commune Lillo
71. Paspalum compressifolium Swallen
72. Paspalum conduplicatum Canto-Dorow, Valls & Longhi-Wagner
73. Paspalum conjugatum P.J.Bergius
74. Paspalum conspersum Schrad.
75. Paspalum convexum Humb. & Bonpl. ex Flüggé
76. Paspalum corcovadense Raddi
77. Paspalum cordaense Swallen
78. Paspalum cordatum Hack.
79. Paspalum coryphaeum Trin.
80. Paspalum costaricense Mez
81. Paspalum costellatum Swallen
82. Paspalum crassum Chase
83. Paspalum crinitum Chase
84. Paspalum crispatum Hack.
85. Paspalum crispulum Swallen
86. Paspalum cromyorhizon Trin. ex Döll
87. Paspalum crucense (Killeen) S.Denham
88. Paspalum crustarium Swallen
89. Paspalum culiacanum Vasey
90. Paspalum cultratum (Trin.) A.G.Burm.
91. Paspalum curassavicum Chase
92. Paspalum cymbiforme E.Fourn.
93. Paspalum dasypleurum Kunze ex Desv.
94. Paspalum dasytrichum Dusén ex Swallen
95. Paspalum decumbens Sw.
96. Paspalum dedeccae Quarín
97. Paspalum delavayi Henrard
98. Paspalum delicatum Swallen
99. Paspalum densum Poir.
100. Paspalum denticulatum Trin.
101. Paspalum dilatatum Poir.
102. Paspalum dispar Chase
103. Paspalum dissectum (L.) L.
104. Paspalum distachyon Poit. ex Trin.
105. Paspalum distichum L.
106. Paspalum distortum Chase
107. Paspalum divergens Döll
108. Paspalum durifolium Mez
109. Paspalum edmondii León
110. Paspalum eglume Morrone & Zuloaga
111. Paspalum ekmanianum Henrard
112. Paspalum ellipticum Döll
113. Paspalum equitans Mez
114. Paspalum erectum Chase
115. Paspalum erianthoides Lindm.
116. Paspalum erianthum Nees ex Trin.
117. Paspalum eucomum Nees ex Trin.
118. Paspalum exaltatum J.Presl
119. Paspalum expansum Döll
120. Paspalum falcatum Nees ex Steud.
121. Paspalum fasciculatum Willd. ex Flüggé
122. Paspalum filgueirasii Morrone & Zuloaga
123. Paspalum filifolium Nees ex Steud.
124. Paspalum filiforme Sw.
125. Paspalum fimbriatum Kunth
126. Paspalum flavescens (Roseng., B.R.Arrill. & Izag.) P.R.Speranza & G.H.Rua
127. Paspalum flavum J.Presl
128. Paspalum floridanum Michx.
129. Paspalum foliiforme S.Denham
130. Paspalum forsterianum Flüggé
131. Paspalum galapageium Chase
132. Paspalum gardnerianum Nees
133. Paspalum geminiflorum Steud
134. Paspalum giuliettiae Pimenta, G.H.Rua & R.C.Oliveira
135. Paspalum glabrinode (Hack.) Morrone & Zuloaga
136. Paspalum glaucescens Hack.
137. Paspalum glaziovii (A.G.Burm.) S.Denham
138. Paspalum glumaceum Clayton
139. Paspalum goyanum Swallen
140. Paspalum goyasense Davidse, Morrone & Zuloaga
141. Paspalum gracielae Sulekic
142. Paspalum graniticum (A.G.Burm.) S.Denham
143. Paspalum guaricense Swallen
144. Paspalum guayanerum Beetle
145. Paspalum guenoarum Arechav.
146. Paspalum guttatum Trin.
147. Paspalum haenkeanum J.Presl
148. Paspalum hallasanense Y.N.Lee
149. Paspalum hartwegianum E.Fourn.
150. Paspalum hatschbachii Zuloaga & Morrone
151. Paspalum haumanii Parodi
152. Paspalum heterotrichon Trin.
153. Paspalum hintonii Chase
154. Paspalum hirsutum Retz.
155. Paspalum hirtum Kunth
156. Paspalum hispidum Swallen
157. Paspalum hitchcockii Chase
158. Paspalum huberi S.Denham
159. Paspalum humboldtianum Flüggé
160. Paspalum hyalinum Nees ex Trin.
161. Paspalum imbricatum Filg.
162. Paspalum inaequivalve Raddi
163. Paspalum inconstans Chase
164. Paspalum indecorum Mez
165. Paspalum insulare Ekman
166. Paspalum intermedium Munro ex Morong & Britton
167. Paspalum ionanthum Chase
168. Paspalum itaboense Catasús
169. Paspalum jaliscanum Chase
170. Paspalum jesuiticum Parodi
171. Paspalum jimenezii Chase
172. Paspalum juergensii Hack.
173. Paspalum kegelii Müll.Hal.
174. Paspalum killipii (Hitchc.) Zuloaga & Soderstr.
175. Paspalum lachneum Nees ex Steud.
176. Paspalum lacustre Chase ex Swallen
177. Paspalum laeve Michx.
178. Paspalum lamprocaryon K.Schum.
179. Paspalum lanciflorum Trin.
180. Paspalum langei (E.Fourn.) Nash
181. Paspalum latipes Swallen
182. Paspalum laurentii R.C.Oliveira & Valls
183. Paspalum laxum Lam.
184. Paspalum lenticulare Kunth
185. Paspalum lentiginosum J.Presl
186. Paspalum leptachne Chase
187. Paspalum lepton Schult.
188. Paspalum ligulare Nees
189. Paspalum lilloi Hack.
190. Paspalum limbatum Henrard
191. Paspalum lindenianum A.Rich.
192. Paspalum lineare Trin.
193. Paspalum loefgrenii Ekman
194. Paspalum longiaristatum Davidse & Filg.
195. Paspalum longicuspe Nash
196. Paspalum longipedicellatum R.C.Oliveira & Valls
197. Paspalum longum Chase
198. Paspalum luxurians R.Guzmán & L.Rico
199. Paspalum macranthecium Parodi
200. Paspalum macrophyllum Kunth
201. Paspalum maculosum Trin.
202. Paspalum madorens Renvoize
203. Paspalum malacophyllum Trin.
204. Paspalum malmeanum Ekman
205. Paspalum mandiocanum Trin.
206. Paspalum maritimum Trin.
207. Paspalum marmoratum Kuhlm.
208. Paspalum mayanum Chase
209. Paspalum melanospermum Desv. ex Poir.
210. Paspalum microstachyum J.Presl
211. Paspalum millegranum Schrad.
212. Paspalum minarum Hack.
213. Paspalum minus E.Fourn.
214. Paspalum minutispiculatum P.A.Reis, R.C.Oliveira & Valls
215. Paspalum modestum Mez
216. Paspalum molle Poir.
217. Paspalum monostachyum Vasey
218. Paspalum morichalense Davidse, Zuloaga & Filg.
219. Paspalum mosquitiense (Davidse & A.G.Burm.) S.Denham
220. Paspalum motembense León
221. Paspalum multicaule Poir.
222. Paspalum multinodum B.K.Simon
223. Paspalum mutabile Chase
224. Paspalum nanum Wright ex Griseb.
225. Paspalum nelsonii Chase
226. Paspalum nesiotes Chase
227. Paspalum niquelandiae Filg.
228. Paspalum notatum Flüggé
229. Paspalum nudatum Luces
230. Paspalum nummularium Chase ex Send. & A.G.Burm.
231. Paspalum nutans Lam.
232. Paspalum oligostachyum Salzm. ex Steud.
233. Paspalum orbiculare G.Forst.
234. Paspalum orbiculatum Poir.
235. Paspalum oreophilum (A.G.Burm.) S.Denham
236. Paspalum orinocense S.Denham
237. Paspalum oteroi Swallen
238. Paspalum ovale Nees ex Steud.
239. Paspalum pallens Swallen
240. Paspalum pallidum Kunth
241. Paspalum palmeri Chase
242. Paspalum palustre Mez
243. Paspalum paniculatum L.
244. Paspalum parallelum Mez
245. Paspalum parviflorum Rhode ex Flüggé
246. Paspalum parvulum (A.G.Burm.) S.Denham
247. Paspalum pauciciliatum (Parodi) Herter
248. Paspalum paucifolium Swallen
249. Paspalum peckii F.T.Hubb.
250. Paspalum pectinatum Nees ex Trin.
251. Paspalum penicillatum Hook.f.
252. Paspalum petilum Chase
253. Paspalum petrense A.G.Burm.
254. Paspalum petrosum Swallen
255. Paspalum phaeotrichum Valls, G.H.Rua, Graciano-Ribeiro & R.C.Oliveira
256. Paspalum phyllorhachis Hack.
257. Paspalum pictum Ekman
258. Paspalum pilgerianum Chase
259. Paspalum pilosum Lam.
260. Paspalum pisinnum Swallen
261. Paspalum planum Hack.
262. Paspalum plenum Chase
263. Paspalum pleostachyum Döll
264. Paspalum plicatulum Michx.
265. Paspalum plowmanii Morrone & Zuloaga
266. Paspalum plurinerve Quarín, Valls & V.C.Rosso
267. Paspalum polyphyllum Nees ex Trin.
268. Paspalum praecox Walter
269. Paspalum procerum S.Denham
270. Paspalum procurrens Quarín
271. Paspalum prodigiosum Sánchez-Ken
272. Paspalum prostratum Scribn. & Merr.
273. Paspalum pubiflorum Rupr. ex E.Fourn.
274. Paspalum pulchellum Kunth
275. Paspalum pumilum Nees
276. Paspalum pygmaeum Hack.
277. Paspalum quadrifarium Lam.
278. Paspalum quarinii Morrone & Zuloaga
279. Paspalum racemosum Lam.
280. Paspalum ramboi I.L.Barreto
281. Paspalum rawitscheri (Parodi) Chase ex G.H.Rua & Valls
282. Paspalum reclinatum Chase
283. Paspalum rectum Nees
284. Paspalum redondense Swallen
285. Paspalum reduncum Nees ex Steud.
286. Paspalum regnellii Mez
287. Paspalum remotum Remy
288. Paspalum repandum (Nees) G.H.Rua & Valls
289. Paspalum repens P.J.Bergius
290. Paspalum reptatum Hitchc. & Chase
291. Paspalum restingense Renvoize
292. Paspalum reticulinerve Renvoize
293. Paspalum riedelii Mez
294. Paspalum riparium Nees
295. Paspalum robustum (Hitchc. & Chase) S.Denham
296. Paspalum rocanum León
297. Paspalum rostratum D.M.Ramos, Valls & R.C.Oliveira
298. Paspalum rottboellioides C.Wright
299. Paspalum rudimentosum Steud.
300. Paspalum rufum Nees ex Steud.
301. Paspalum rugulosum Morrone & Zuloaga
302. Paspalum rupestre Trin.
303. Paspalum rupium Renvoize
304. Paspalum saccharoides Nees ex Trin.
305. Paspalum saurae (Parodi) Parodi
306. Paspalum scalare Trin.
307. Paspalum scandens Tutin
308. Paspalum schesslii Bonasora & G.H.Rua
309. Paspalum schultesii Swallen
310. Paspalum schumannii (Pilg.) S.Denham
311. Paspalum scrobiculatum L.
312. Paspalum scutatum Nees ex Trin.
313. Paspalum seminudum (A.G.Burm.) S.Denham
314. Paspalum serpentinum Hochst. ex Steud.
315. Paspalum setaceum Michx.
316. Paspalum setosum (Swallen) S.Denham
317. Paspalum simplex Morong
318. Paspalum sodiroanum Hack.
319. Paspalum soukupii Carbonó
320. Paspalum sparsum Chase
321. Paspalum squamulatum E.Fourn.
322. Paspalum stagnophilum Morrone & Zuloaga
323. Paspalum standleyi Chase
324. Paspalum stellatum Humb. & Bonpl. ex Flüggé
325. Paspalum strigosum Döll ex Chase
326. Paspalum subciliatum Chase
327. Paspalum subfalcatum (Döll) Tutin
328. Paspalum subsesquiglume Döll
329. Paspalum sumatrense Roth
330. Paspalum telmatum Swallen
331. Paspalum tenellum Willd.
332. Paspalum thrasyoides (Chase) S.Denham
333. Paspalum thunbergii Kunth ex Steud.
334. Paspalum tillettii Davidse & Zuloaga
335. Paspalum tinctum Chase
336. Paspalum tolucensis R.Guzmán
337. Paspalum torrense I.L.Barreto ex Valls & V.C.Rosso
338. Paspalum trachycoleon Steud.
339. Paspalum trianae Pilg.
340. Paspalum trichophyllum Henrard
341. Paspalum trichostomum Hack.
342. Paspalum trinii Swallen
343. Paspalum trinitense (Mez) S.Denham
344. Paspalum tuberosum Mez
345. Paspalum turriforme R.W.Pohl
346. Paspalum umbrosum Trin.
347. Paspalum unispicatum (Scribn. & Merr.) Nash
348. Paspalum urbanianum Ekman
349. Paspalum urvillei Steud.
350. Paspalum usterii Hack.
351. Paspalum uyucense R.W.Pohl
352. Paspalum vacarianum Valls & V.C.Rosso
353. Paspalum vaginatum Sw.
354. Paspalum variabile (E.Fourn.) Nash
355. Paspalum veredense G.H.Rua, R.C.Oliveira, Valls & Graciano-Ribeiro
356. Paspalum vexillarium G.H.Rua, Valls, Graciano-Ribeiro & R.C.Oliveira
357. Paspalum virgatum L.
358. Paspalum virletii E.Fourn. ex Hemsl.
359. Paspalum volcanensis Zuloaga, Morrone & S.Denham
360. Paspalum wrightii Hitchc. & Chase
361. Paspalum yecorae Sánchez-Ken
362. Paspalum zuloagae Davidse & Filg.